# Brestovac
Brestovac (srbsky Брестовац, maďarsky Bresztovác) je vesnice a správní středisko stejnojmenné opčiny v Chorvatsku v Požežsko-slavonské župě. Nachází se asi 5 km západně od Požegy. V roce 2011 žilo Brestovaci 670 obyvatel, v celé opčině pak 3 726 obyvatel, z čehož 3 obyvatelé byli české národnosti.
Součástí opčiny je celkem 39 trvale obydlených vesnic. Největšími vesnicemi v opčině jsou Brestovac, Završje, Nurkovac a Dolac.
- Bolomače – 22 obyvatel
- Boričevci – 121 obyvatel
- Brestovac – 670 obyvatel
- Busnovi – 104 obyvatel
- Crljenci – 12 obyvatel
- Čečavac – 3 obyvatelé
- Čečavački Vučjak – 23 obyvatel
- Daranovci – 183 obyvatel
- Deževci – 157 obyvatel
- Dolac – 203 obyvatel
- Donji Gučani – 107 obyvatel
- Gornji Gučani – 53 obyvatel
- Ivandol – 139 obyvatel
- Jaguplije – 137 obyvatel
- Jeminovac – 7 obyvatel
- Kamenski Vučjak – 6 obyvatel
- Koprivna – 7 obyvatel
- Kujnik – 22 obyvatel
- Mijači – 18 obyvatel
- Novo Zvečevo – 30 obyvatel
- Nurkovac – 244 obyvatel
- Oblakovac – 5 obyvatel
- Orljavac – 167 obyvatel
- Pasikovci – 22 obyvatel
- Pavlovci – 190 obyvatel
- Perenci – 42 obyvatel
- Podsreće – 34 obyvatel
- Požeški Brđani – 66 obyvatel
- Rasna – 7 obyvatel
- Ruševac – 2 obyvatelé
- Sažije – 15 obyvatel
- Skenderovci – 187 obyvatel
- Sloboština – 18 obyvatel
- Striježevica – 9 obyvatel
- Šnjegavić – 20 obyvatel
- Vilić Selo – 157 obyvatel
- Zakorenje – 187 obyvatel
- Završje – 323 obyvatel
- Žigerovci – 7 obyvatel

Nacházejí se zde i zaniklé vesnice Amatovci, Bogdašić, Kamenska, Kamenski Šeovci, Kruševo, Mihajlije, Mrkoplje, Šušnjari a Vranić.